# 屈那班
屈那班（INN：Drinabant；开发代号：AVE-1625）是一种作为选择性大麻素受体1（CB1）拮抗剂的药物，赛诺菲正在对它进行不同的研究，以治疗肥胖、精神分裂症、阿尔茨海默病、帕金森病和尼古丁依赖。尽管最初是作为多种不同疾病的潜在治疗方法进行研究的，赛诺菲最终将该化合物的治疗适应症缩小到仅抑制食欲。为此目的，屈那班达到了治疗肥胖症的IIb期临床试验，但此后不久就停止了，这可能是由于观察到严重的精神副作用，包括焦虑、抑郁和使用现已撤回的利莫那班治疗的患者的自杀念头（利莫那班也是赛诺菲在开发的另一种CB1拮抗剂）。
在2018年底，该药物获得了Opiant制药公司的许可，该公司打算将其开发为治疗急性大麻素过量的注射剂，用于在急诊科环境中给药。该公司声称急性大麻素过量最常与摄入含有大量四氢大麻酚和合成大麻素的食物有关，这些食物比大麻更有效且更便宜。以核仁巧克力饼、饼干和糖果的形式出售的食品对儿童构成特殊风险，他们经常不小心食用这些食品。目前没有批准的急性大麻素过量治疗方法。
利莫那班也是一种用作处方药而开发的大麻素，它会引发严重的精神副作用，因此已退出市场。